# Anthony Lopes
Anthony Lopes (Givors, 1º ottobre 1990) è un calciatore francese naturalizzato portoghese, portiere del Nantes. Con la nazionale portoghese è stato campione d'Europa nel 2016.

## Biografia
È nato a Givors, nell'area metropolitana di Lione, da genitori portoghesi: il padre è un emigrato originario di Barcelos, mentre la madre, nata in Francia, è originaria di Miranda do Douro.

## Carriera

### Club

#### Olympique Lione
All'età di nove anni entra nel settore giovanile dell'Olympique Lione, dove si forma calcisticamente. Terzo portiere alle spalle di Rémy Vercoutre e Mathieu Valverde, viene inserito in prima squadra nella stagione 2012-2013, in cui debutta ufficialmente durante una partita di Coppa di Francia del 31 ottobre 2012, persa per 1-3 in casa del Nizza. Il 6 dicembre esordisce anche in Europa League, nella sfida vinta per 2-0 in casa contro l'Hapoel Ironi Kiryat Shmona. Nella medesima stagione, il 28 aprile 2013, debutta pure in campionato, nell'incontro pareggiato per 1-1 in casa contro il Saint-Étienne. Colleziona 5 presenze stagionali in campionato.
Nella stagione seguente, anche per via dell'infortunio di Vercourtre, diviene il portiere titolare, ruolo conservato anche dopo il recupero fisico del collega.
Il 27 agosto 2019 ottiene la trecentesima presenza con il Lione, nella partita persa per 1-0 in casa del Montpellier, e il giorno dopo rinnova il proprio contratto con i lionesi sino al 2023.

#### Nantes
Il 30 dicembre 2024, dopo 24 anni, lascia il Lione per accasarsi a titolo definitivo al Nantes.
Debutta con il nuovo club alla prima gara utile, ovvero il 4 gennaio 2025 nel pareggio esterno per 1-1 in casa del Lilla.

### Nazionale
Ha giocato nelle giovanili nazionali portoghesi, disputando anche un paio di partite con l'under 21.
Il 31 marzo 2015 debutta ufficialmente in nazionale maggiore, nell'amichevole persa per 0-2 contro Capo Verde.
L'anno successivo viene convocato per l'Europeo in programma in Francia e il 10 luglio si laurea campione d'Europa dopo la vittoria in finale sulla Francia padrona di casa per 1-0, ottenuta grazie al goal decisivo di Éder durante i tempi supplementari.

## Statistiche

### Presenze e reti nei club
Statistiche aggiornate al 17 maggio 2025.
| Stagione          | Squadra           | Campionato        | Campionato | Campionato | Coppe nazionali | Coppe nazionali | Coppe nazionali | Coppe continentali | Coppe continentali | Coppe continentali | Altre coppe | Altre coppe | Altre coppe | Totale | Totale |
| Stagione          | Squadra           | Comp              | Pres       | Reti       | Comp            | Pres            | Reti            | Comp               | Pres               | Reti               | Comp        | Pres        | Reti        | Pres   | Reti   |
| ----------------- | ----------------- | ----------------- | ---------- | ---------- | --------------- | --------------- | --------------- | ------------------ | ------------------ | ------------------ | ----------- | ----------- | ----------- | ------ | ------ |
| 2008-2009         | Olympique Lione 2 | CFA               | 6          | ?          |                 | -               | -               | -                  | -                  | -                  | -           | -           | -           | 6      | ?      |
| 2009-2010         | Olympique Lione 2 | CFA               | 7          | ?          | -               | -               | -               | -                  | -                  | -                  | -           | -           | -           | 7      | ?      |
| 2010-2011         | Olympique Lione 2 | CFA               | 5          | ?          | -               | -               | -               | -                  | -                  | -                  | -           | -           | -           | 5      | ?      |
| 2011-2012         | Olympique Lione 2 | CFA               | 20         | ?          | -               | -               | -               | -                  | -                  | -                  | -           | -           | -           | 20     | ?      |
| 2012-2013         | Olympique Lione 2 | CFA               | 3          | ?          | -               | -               | -               | -                  | -                  | -                  | -           | -           | -           | 3      | ?      |
| Totale O. Lione B | Totale O. Lione B | Totale O. Lione B | 41         | ?          |                 | -               | -               |                    | -                  | -                  |             | -           | -           | 41     | ?      |
| 2012-2013         | Olympique Lione   | L1                | 5          | -3         | CF+CdL          | 0+1             | 0 + -3          | UEL                | 1                  | 0                  | SF          | -           | -           | 7      | -6     |
| 2013-2014         | Olympique Lione   | L1                | 32         | -34        | CF+CdL          | 0+4             | 0 + -6          | UCL+UEL            | 4+9                | -4 + -8            | -           | -           | -           | 49     | -52    |
| 2014-2015         | Olympique Lione   | L1                | 38         | -33        | CF+CdL          | 2+1             | -5 + -1         | UEL                | 4                  | -4                 | -           | -           | -           | 45     | -43    |
| 2015-2016         | Olympique Lione   | L1                | 37         | -43        | CF+CdL          | 3+0             | -3 + 0          | UCL                | 6                  | -9                 | SF          | 1           | -2          | 47     | -57    |
| 2016-2017         | Olympique Lione   | L1                | 37         | -46        | CF+CdL          | 2+0             | -2 + 0          | UCL+UEL            | 6+8                | -3 + -14           | SF          | 1           | -4          | 54     | -69    |
| 2017-2018         | Olympique Lione   | L1                | 34         | -37        | CF+CdL          | 4+0             | -6 + 0          | UEL                | 10                 | -8                 | -           | -           | -           | 48     | -51    |
| 2018-2019         | Olympique Lione   | L1                | 34         | -42        | CF+CdL          | 5+0             | -5 + 0          | UCL                | 8                  | -13                | -           | -           | -           | 47     | -60    |
| 2019-2020         | Olympique Lione   | L1                | 26         | -23        | CF+CdL          | 4+1             | -8              | UCL                | 10                 | -13                | -           | -           | -           | 41     | -44    |
| 2020-2021         | Olympique Lione   | L1                | 38         | -43        | CF              | 1               | -1              | -                  | -                  | -                  | -           | -           | -           | 39     | -44    |
| 2021-2022         | Olympique Lione   | L1                | 34         | -45        | CF              | 0               | 0               | UEL                | 8                  | -6                 | -           | -           | -           | 42     | -51    |
| 2022-2023         | Olympique Lione   | L1                | 32         | -39        | CF              | 5               | -5              | -                  | -                  | -                  | -           | -           | -           | 37     | -44    |
| 2023-2024         | Olympique Lione   | L1                | 31         | -49        | CF              | 2               | -1              | -                  | -                  | -                  | -           | -           | -           | 33     | -50    |
| 2024-gen. 2025    | Olympique Lione   | L1                | 0          | 0          | CF              | 0               | 0               | -                  | -                  | -                  | -           | -           | -           | 0      | 0      |
| Totale O. Lione   | Totale O. Lione   | Totale O. Lione   | 378        | -439       |                 | 35              | -46             |                    | 74                 | -83                |             | 2           | -6          | 489    | -574   |
| gen.-giu. 2025    | Nantes            | L1                | 18         | -26        | CF              | 0               | 0               | -                  | -                  | -                  | -           | -           | -           | 18     | -26    |
| 2025-2026         | Nantes            | L1                | 1          | -1         | CF              | 0               | 0               | -                  | -                  | -                  | -           | -           | -           | 1      | -1     |
| Totale Nantes     | Totale Nantes     | Totale Nantes     | 19         | -27        |                 | 0               | 0               |                    | -                  | -                  |             | -           | -           | 18     | -27    |
| Totale carriera   | Totale carriera   | Totale carriera   | 438        | -466+      |                 | 35              | -46             |                    | 74                 | -83                |             | 2           | -6          | 549    | -601+  |

### Cronologia presenze e reti in nazionale
| Cronologia completa delle presenze e delle reti in nazionale ― Portogallo | Cronologia completa delle presenze e delle reti in nazionale ― Portogallo | Cronologia completa delle presenze e delle reti in nazionale ― Portogallo | Cronologia completa delle presenze e delle reti in nazionale ― Portogallo | Cronologia completa delle presenze e delle reti in nazionale ― Portogallo | Cronologia completa delle presenze e delle reti in nazionale ― Portogallo | Cronologia completa delle presenze e delle reti in nazionale ― Portogallo | Cronologia completa delle presenze e delle reti in nazionale ― Portogallo |
| Data                                                                      | Città                                                                     | In casa                                                                   | Risultato                                                                 | Ospiti                                                                    | Competizione                                                              | Reti                                                                      | Note                                                                      |
| ------------------------------------------------------------------------- | ------------------------------------------------------------------------- | ------------------------------------------------------------------------- | ------------------------------------------------------------------------- | ------------------------------------------------------------------------- | ------------------------------------------------------------------------- | ------------------------------------------------------------------------- | ------------------------------------------------------------------------- |
| 31-3-2015                                                                 | Estoril                                                                   | Portogallo                                                                | 0 – 2                                                                     | Capo Verde                                                                | Amichevole                                                                | -2                                                                        |                                                                           |
| 17-11-2015                                                                | Lussemburgo                                                               | Lussemburgo                                                               | 0 – 2                                                                     | Portogallo                                                                | Amichevole                                                                | -                                                                         |                                                                           |
| 25-3-2016                                                                 | Leiria                                                                    | Portogallo                                                                | 0 – 1                                                                     | Bulgaria                                                                  | Amichevole                                                                | -1                                                                        |                                                                           |
| 29-5-2016                                                                 | Porto                                                                     | Portogallo                                                                | 3 – 0                                                                     | Norvegia                                                                  | Amichevole                                                                | -                                                                         |                                                                           |
| 10-11-2017                                                                | Viseu                                                                     | Portogallo                                                                | 3 – 0                                                                     | Arabia Saudita                                                            | Amichevole                                                                | -                                                                         |                                                                           |
| 26-3-2018                                                                 | Ginevra                                                                   | Portogallo                                                                | 0 – 3                                                                     | Paesi Bassi                                                               | Amichevole                                                                | -3                                                                        |                                                                           |
| 28-5-2018                                                                 | Braga                                                                     | Portogallo                                                                | 2 – 2                                                                     | Tunisia                                                                   | Amichevole                                                                | -2                                                                        |                                                                           |
| 5-9-2020                                                                  | Porto                                                                     | Portogallo                                                                | 4 – 1                                                                     | Croazia                                                                   | UEFA Nations League 2020-2021 - 1º turno                                  | -1                                                                        |                                                                           |
| 8-9-2020                                                                  | Stoccolma                                                                 | Svezia                                                                    | 0 – 2                                                                     | Portogallo                                                                | UEFA Nations League 2020-2021 - 1º turno                                  | -                                                                         |                                                                           |
| 11-11-2020                                                                | Lisbona                                                                   | Portogallo                                                                | 7 – 0                                                                     | Andorra                                                                   | Amichevole                                                                | -                                                                         |                                                                           |
| 24-3-2021                                                                 | Torino                                                                    | Portogallo                                                                | 1 – 0                                                                     | Azerbaigian                                                               | Qual. Mondiali 2022                                                       | -                                                                         |                                                                           |
| 27-3-2021                                                                 | Belgrado                                                                  | Serbia                                                                    | 2 – 2                                                                     | Portogallo                                                                | Qual. Mondiali 2022                                                       | -2                                                                        |                                                                           |
| 30-3-2021                                                                 | Lussemburgo                                                               | Lussemburgo                                                               | 1 – 3                                                                     | Portogallo                                                                | Qual. Mondiali 2022                                                       | -1                                                                        |                                                                           |
| 4-9-2021                                                                  | Debrecen                                                                  | Qatar                                                                     | 1 – 3                                                                     | Portogallo                                                                | Amichevole                                                                | -1                                                                        |                                                                           |
| Totale                                                                    |                                                                           | Presenze                                                                  | 14                                                                        |                                                                           | Reti                                                                      | -13                                                                       |                                                                           |

## Palmarès

### Club

#### Competizioni nazionali
- Coppa di Francia: 1

Olympique Lione: 2011-2012
- Supercoppa francese: 1

Olympique Lione: 2012

### Nazionale
- Campionato d'Europa: 1

Francia 2016

### Individuale
- Squadra della stagione della UEFA Champions League: 1

2019-2020